# Punta Ballena
Punta Ballena es la extensión rocosa, cabo o península prolongación de la Sierra de la Ballena sobre el Río de la Plata ubicada sobre la costa del departamento de Maldonado. Punta Ballena se destaca en la costa uruguaya por ser el único acantilado rocoso sobre el mar. También es considerada Patrimonio Geológico. ya que el origen, la singularidad y el estado de  preservación  de su geología presentan gran valor científico, educativo y turístico. Por otra parte posee una flora diversa y única, con algunas especies que presentan diferentes grados de endemismo.

## Características

### Localización
Se sitúa a 18 km de Punta del Este y 115 km de Montevideo. A 3 km de ella se encuentra la Laguna del Sauce y, a orillas de esta, el Aeropuerto Internacional del mismo nombre.
De acuerdo a la clasificación climática de Koppen, Uruguay presenta un clima tipo cfa.

### Historia
El señor Roberto Álvarez Mora vendió la zona a Antonio Lussich el 5 de octubre de 1896, al igual que los montes al norte de la Punta, en donde hoy se encuentra el Museo y Arboretum bautizado con su nombre.  
En febrero de 2017, se designó la Ruta Panorámica de Punta Ballena con el nombre de Carlos Páez Vilaró.

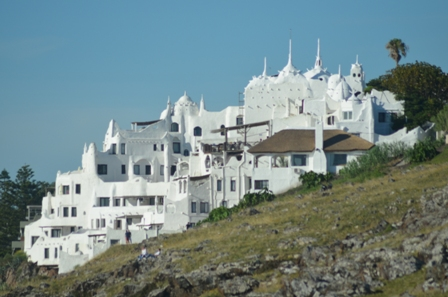
Casapueblo, obra de Carlos Paéz Vilaró.

### Geología

#### Lazona de cizallade Sierra Ballena
Esta unidad se considera límite tectónico entre los terrenos Cuchilla de Dionisio y Nico Pérez. Son rocas metamórficas muy deformadas a partir de materiales graníticos, denominadas rocas cataclásticas y miloníticas. Son las que se observan sobre la costa de Punta Ballena; se trata de materiales con estructuras bandeadas de grano muy fino y altos porcentajes de cuarzo.
Se trata de una formación geológica de características peculiares, una zona de cizalla  dos bloques de corteza continental que se adosaron y desplazaron horizontalmente en direcciones opuestas hace aproximadamente 530 millones de años.
La zona de cizalla mide unos cuatro kilómetros de ancho y se extiende desde Punta Ballena hacia el norte unos 300 kilómetros donde alcanza el Cerro Largo (elevación que da su nombre al departamento homónimo). Se extiende también hasta la costa sur del Brasil y el suroeste de África,en las cercanías de Ciudad del Cabo donde se la conoce como Falla de Colenso.
La falla geológica o zona de cizalla que dio origen a la Sierra Ballena se formó cuando dos bloques de corteza continental se adosaron y se desplazaron horizontalmente en direcciones opuestas hace aproximadamente 530 millones de años. Las rocas en el contacto entre ambos bloques fueron deformadas, elongadas y recristalizadas a alta temperatura y presión a varios kilómetros de profundidad en la corteza terrestre, formando un tipo de roca denominado milonita.
La erosión durante los siguientes 530 millones de años, posibilitaron que dichas rocas se observen hoy en la superficie terrestre.  
El bloque este (mitad este del departamento de Maldonado y todo el departamento de Rocha) se cree que evolucionó en una posición cercana al actual continente africano. Por el contrario, el bloque oeste (mitad oeste del departamento de Maldonado y el resto del oeste de Uruguay), evolucionó más cercanamente a lo que hoy es el resto del continente sudamericano. 
Esta historia geológica está relacionada con la formación y ruptura del supercontinente Rodinia.  Los diferentes bloques continentales se volvieron a amalgamar hace ~200 millones de años en el famoso supercontinente Pangea, que en esta región más tarde se fragmentaría de nuevo produciendo la apertura del océano Atlántico.

### Composición geológica
Está formada por rocas llamadas milonitas, las cuales presentan una estructura característica producto de una deformación más intensa que la de las rocas adyacentes. Estas rocas se forman en profundidad en la corteza, a presiones y temperaturas muy elevadas, por lo cual tuvieron un comportamiento plástico. En Punta Ballena se observan cuatro tipos principales de milonitas: milonitas graníticas, cuarzo milonitas, filonitas y pórfidos miloníticos. Las cuarzo milonitas y los pórfidos miloníticos, por su resistencia a la erosión conforman los afloramientos rocosos de importante resalte en el relieve.

#### Avistamiento de cetáceos
En las últimas décadas producto de las múltiples medidas llevadas a cabo a nivel global para la protección de ballenas y cetáceos en general,se han vuelto a hacer frecuentes las apariciones de la Ballena Franca Austral y otras especies de cetáceos en las costas uruguayas incluyendo Punta Ballena. La Ballena Franca Austral (Eubalaena australis) migra hacia las costas de Maldonado y Rocha en Uruguay para realizar actividades de socialización, cortejo, apareamiento y a veces dan a luz y alimentan a las crías, ciclo que se repite entre julio y octubre de cada año . La observación de ballenas constituye un atractivo turístico importante en una época del año climáticamente no propensa a otras actividades.  
El Uruguay cuenta con una normativa vigente para la protección de los mamíferos marinos, la Ley N° 19.128  y los decretos N° 261/002  y N° 238/998.

#### Turismo

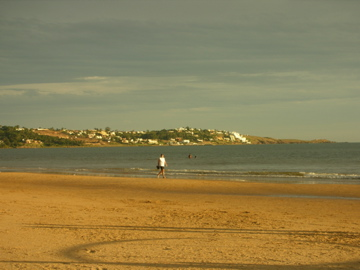
Oeste de Punta Ballena desde Portezuelo.

Desde 2009 se ha integrado al desarrollo urbano y turístico de Punta del Este. Del lado oeste hay un pequeño puerto natural, donde se desarrollan deportes náuticos y las playas Portezuelo y Solanas, son visitadas por su orientación al poniente, sus aguas calmas y sus grandes extensiones de arena fina. Del lado este hay grutas, rocas y playas de arena gruesa, con vista a Punta del Este y la Isla Gorriti. De la misma manera en el lado Este se puede visitar Casapueblo, diseñada por el artista plástico Carlos Páez Vilaró.

## Controversias
En 2023 se anunció la construcción de un complejo de viviendas de vacaciones en la zona de Punta Ballena destinada al público y a la preservación ecológica. Varias organizaciones se han pronunciado en contra del proyecto. También la geología se vería seriamente afectada. Finalmente, a inicios de 2025 el proyecto de desarrollo residencial fue rechazado por el Ministerio de Ambiente.